# خوسيه دي لا ساجرا
خوسيه دي لا ساجرا (بالإسبانية: José de la Sagra Fermín)‏ هو لاعب كرة قدم إسباني، ولد في 4 يناير 1976 في طليطلة في إسبانيا. لعب مع أتلتيكو مدريد ونادي برشلونة.